# Cressensac-Sarrazac
Cressensac-Sarrazac ist eine französische Gemeinde mit 1.154 Einwohnern (Stand 1. Januar 2022) im Département Lot in der Region Okzitanien. Die Gemeinde gehört zum Arrondissement Gourdon und zum Kanton Martel.
Sie entstand als Commune nouvelle mit Wirkung vom 1. Januar 2019 aufgrund des Erlasses vom 2. August 2018 durch Zusammenlegung der bis dahin selbstständigen Gemeinden Cressensac und Sarrazac, die fortan den Status von Communes déléguées besitzen. Der Verwaltungssitz befindet sich in Cressensac.

## Gefecht am 8. Juni 1944
Achtzehn Maquisards der Forces françaises de l’intérieur (FFI) hatten am 8. Juni 1944 auf der damaligen Route nationale 20 einen Hinterhalt gelegt, um eine Vorausabteilung der 2. SS-Panzer-Division Das Reich anzugreifen. Die Division war auf dem Marsch zur Invasionsfront. Bei dem Gefecht fielen acht der Resistance-Kämpfer. Zwei Tage später verübte eine ihrer Einheiten das Massaker von Oradour.

## Gliederung
| Commune déléguée             | ehemaliger INSEE-Code | PLZ   | Fläche (km²) | Einwohnerzahl (2022) |
| ---------------------------- | --------------------- | ----- | ------------ | -------------------- |
| Cressensac (Verwaltungssitz) | 46083                 | 46600 | 23,04        | 629                  |
| Sarrazac                     | 46298                 | 46600 | 18,38        | 285                  |

## Geographie
Cressensac-Sarrazac liegt circa 35 km nordnordöstlich von Gourdon in der historischen Provinz Quercy an der nördlichen Grenze zum benachbarten Département Corrèze.
Umgeben wird Cressensac-Sarrazac von den sieben Nachbargemeinden:
| Nespouls (Corrèze) | Turenne (Corrèze)                           | Ligneyrac (Corrèze) |
|                    | Kompassrose, die auf Nachbargemeinden zeigt | Cavagnac            |
| Gignac             | Cuzance                                     | Cazillac            |

## Sehenswürdigkeiten
| Name                         | Ort        | Bemerkungen                                                 |
| ---------------------------- | ---------- | ----------------------------------------------------------- |
| Pfarrkirche Saint-Barthélemy | Cressensac | 14. Jahrhundert                                             |
| Schloss Tersac               | Cressensac | 14. Jahrhundert                                             |
| Schloss Chausseneige         | Cressensac | 13./14. Jahrhundert                                         |
| Haus Neyragues               | Cressensac | 16. Jahrhundert                                             |
| Pfarrkirche Saint-Geniès     | Sarrazac   | 12./13. Jahrhundert, als Monument historique eingeschrieben |
| Pfarrkirche Saint-Saturnin   | Sarrazac   | 13. Jahrhundert                                             |
| Pfarrkirche Saint-Roch       | Sarrazac   | 19. Jahrhundert                                             |
| Schloss Les Chabannes        | Sarrazac   | 15. Jahrhundert                                             |
| Schloss Crozes               | Sarrazac   | 19. Jahrhundert, als Monument historique eingeschrieben     |
| Schloss Le Granger           | Sarrazac   | 18. Jahrhundert, im 19. Jahrhundert verändert               |
| Schloss Le Granger           | Sarrazac   | 16. Jahrhundert                                             |

## Wirtschaft und Infrastruktur

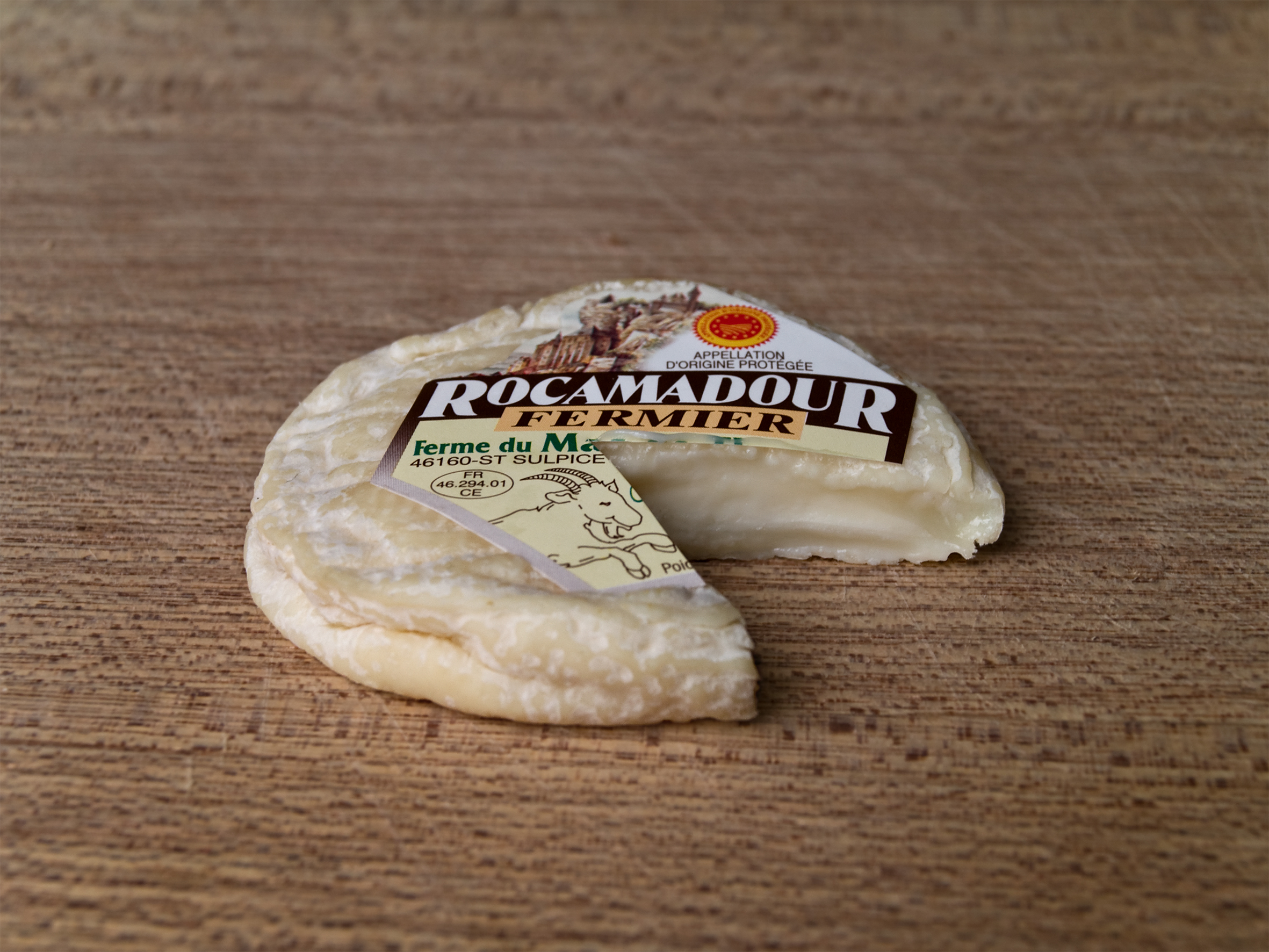
Rocamadour-Käse

Cressensac-Sarrazac liegt in den Zonen AOC der Noix du Périgord, der Walnüsse des Périgord, des Nussöls des Périgord und des Rocamadour, eines Käses aus Ziegenmilch.

### Bildung
Die Gemeinde verfügt über:
- eine öffentliche Vor- und Grundschule in Cressensac mit 65 Schülerinnen und Schülern im Schuljahr 2018/2019[7] und
- eine öffentliche Grundschule in Sarrazac mit 21 Schülerinnen und Schülern im Schuljahr 2018/2019[8]

### Verkehr

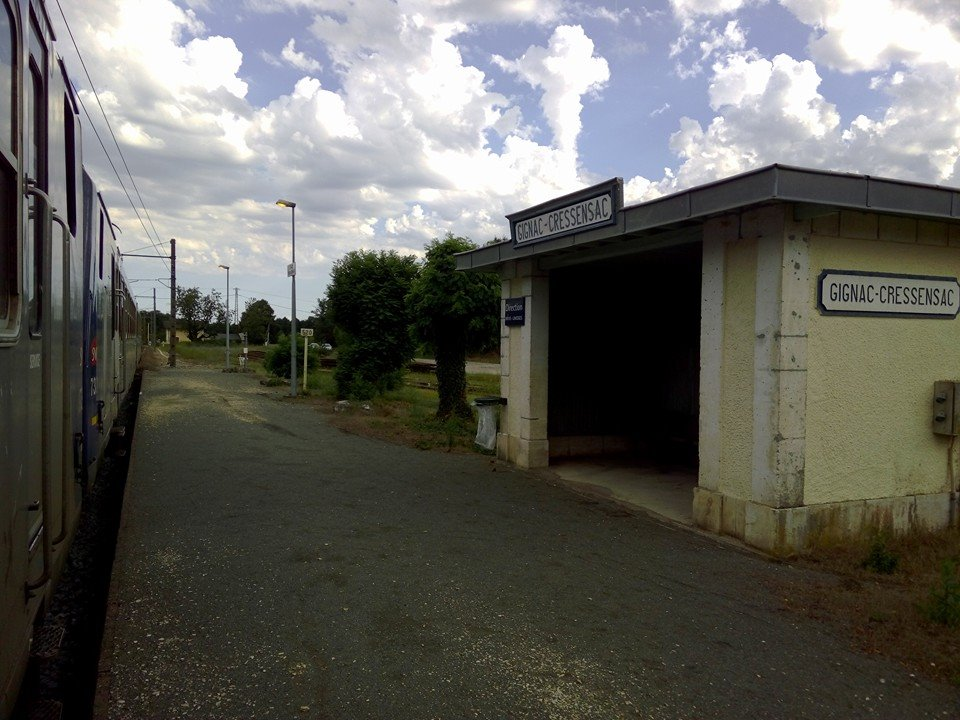
Haltepunkt Gignac–Cressenac

Eine Linie des TER Occitanie, einer Regionalbahn der staatlichen SNCF, bedient die Strecke von Brive-la-Gaillarde nach Toulouse. Ein Haltepunkt namens „Gignac–Cressenac“ befindet sich auf dem Gebiet der Nachbargemeinde Gignac.
Eine weitere Eisenbahnstrecke, die von mehreren Linien der Regionalbahnen der staatlichen SNCF bedient wird, durchquert den östlichen Teil des Gemeindegebiets ohne Haltepunkt. Die nächsten Haltepunkte dieser Strecke liegen in den benachbarten Gemeinden Turenne und Le Vignon-en-Quercy.
Cressensac-Sarrazac ist erreichbar über die Routes départementales 23, 33, 87, 100, 720, 820, der ehemaligen Route nationale 20, und 840, der ehemaligen Route nationale 140, sowie über die Autoroute A20, genannt L’Occitance, die das Gemeindegebiet von Nord nach Süd durchquert. Die Ausfahrt 54 ist direkt an die D 840 angebunden. Die Tankstelle Pech Montat auf der Autobahn liegt ebenfalls auf dem Gebiet der Gemeinde.
Ein Teil des Geländes des ehemaligen Flughafens Brive liegt im Gebiet der Gemeinde.